# Moremi-Wildreservat

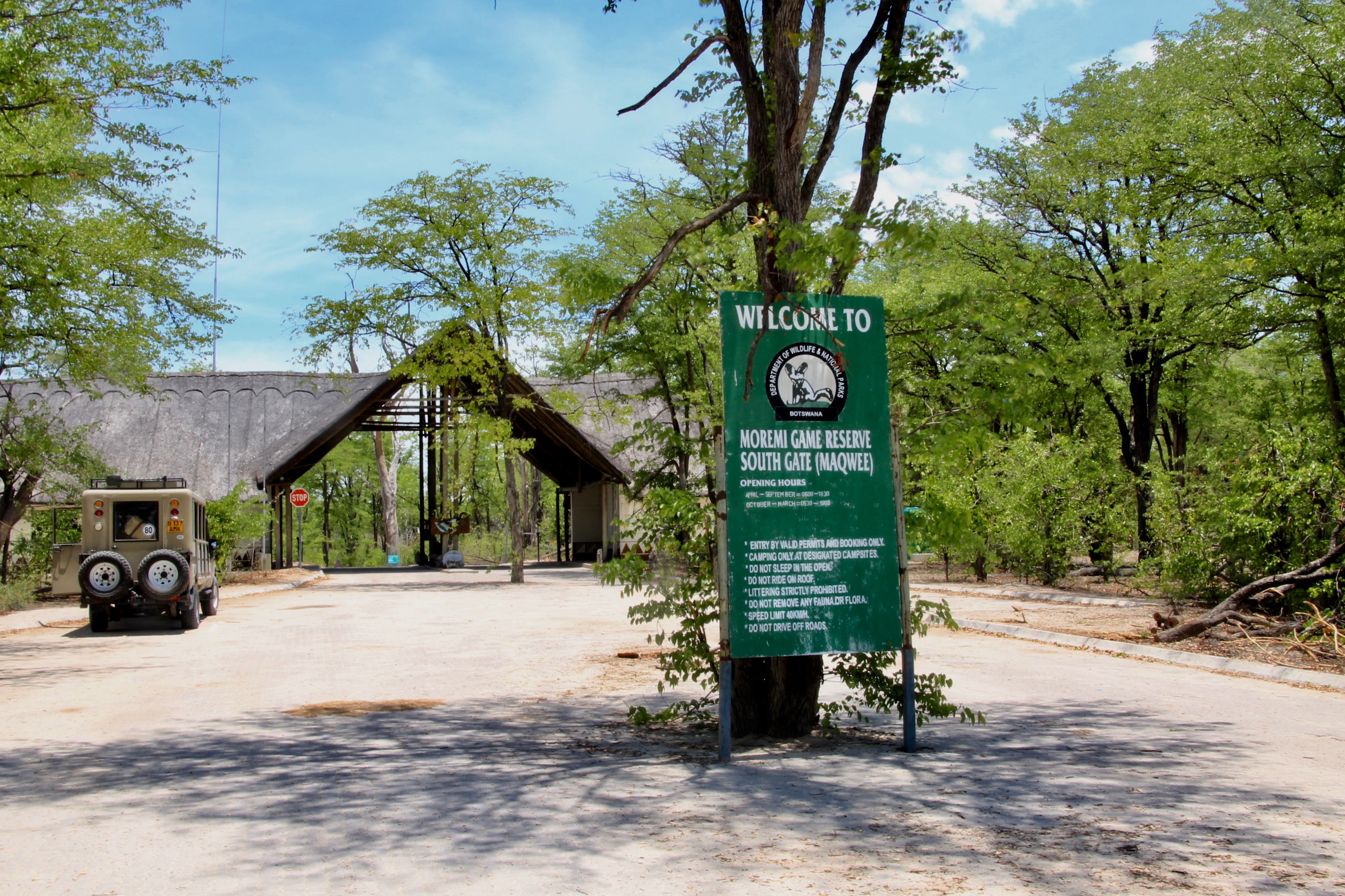
Eingangsbereich

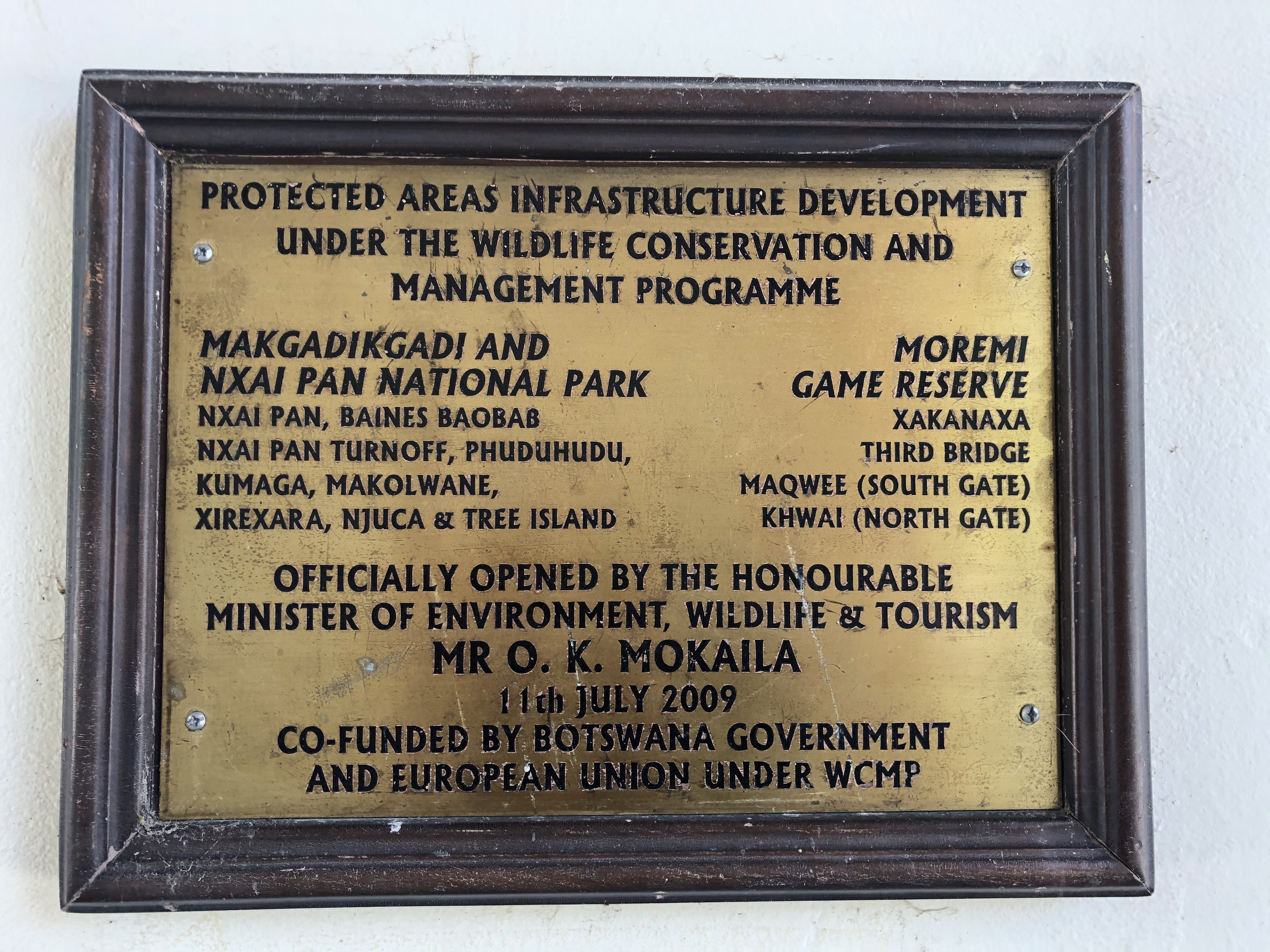
Infotafel beim Eingang

Das Moremi-Wildreservat oder Moremi-Schutzgebiet (englisch Moremi Game Reserve) ist ein 4871 km² großes Reservat im Nordwesten Botswanas. Es liegt südwestlich des Chobe-Nationalparks und gehört ökologisch zu demselben Gebiet; beide sind Teil der grenzüberschreitenden Kavango-Zambezi Transfrontier Conservation Area.
Das Wildreservat wurde am 15. März 1963 proklamiert von Frau Moremi, der Witwe von Chief Moremi III der Batawana, um den wildreichen Teil des Okavangodeltas zu schützen. Es liegt auf einer durchschnittlichen Höhe von 900 Metern über dem Meeresspiegel, der Jahresniederschlag beträgt 400 bis 500 mm.
Die Lebensräume im Reservat variieren von Mopane-Wäldern, Trockensavannen, Grasland, Sümpfen mit Papyrusbeständen, Wasserläufen, Lagunen und Inseln bis hin zu dauerhaften Wasserflächen. In Wassernähe wachsen Feigenbäume, Leberwurstbäume und Palmen; insgesamt wurden über 1000 Pflanzenarten im Moremi-Wildreservat verzeichnet. In der Trockenzeit von Juli bis Oktober trocknen viele Wasserstellen aus.
Die häufigsten Tiere im Moremi-Wildreservat sind Büffel und Flusspferde, es gibt aber auch viele Große Kudus, Sitatungas, Impalas, Pukus, Gnus, Buschböcke, Sassabys und Pferdeantilopen. Außerdem leben Zebras, Springböcke sowie Letschwe-Antilopen im Reservat und Nashörner wurden wiederangesiedelt. Raubtiere wie Gepard, Leopard, Löwe, Afrikanischer Wildhund und Hyänen kommen vor. Es wurden über 560 Vogelarten gezählt, darunter Braunkehlreiher und Klunkerkranich. Für Elefanten bietet das Wildreservat keinen optimalen Lebensraum, der Chobe-Nationalpark liegt jedoch in erreichbarer Nähe. Im Norden Botswanas und den angrenzenden Ländern sind Elefanten auf weiträumige Wanderungen über die Grenzen von Schutzgebieten und Staaten hinweg angewiesen.

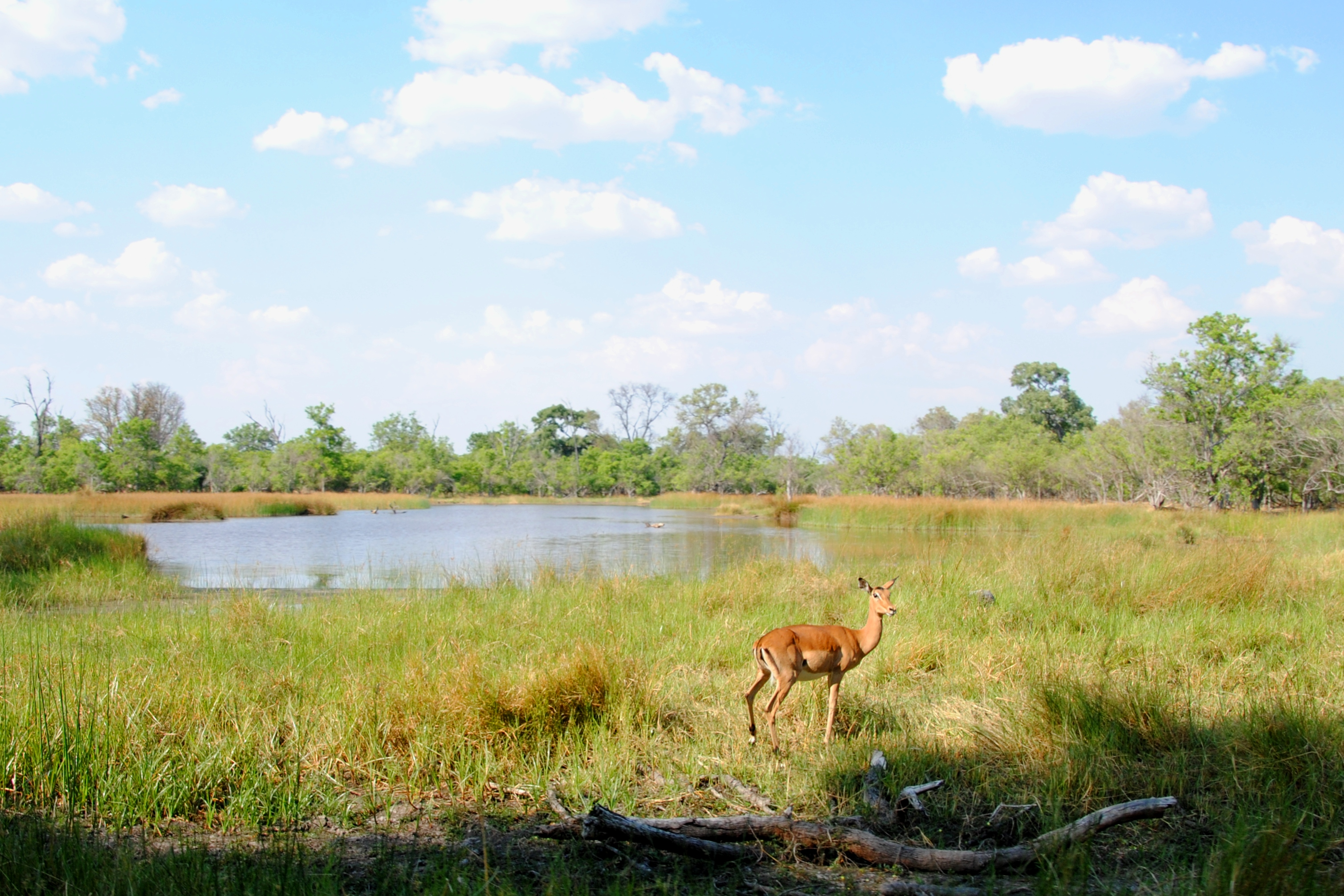
Moremi-Wildreservat mit Impalas
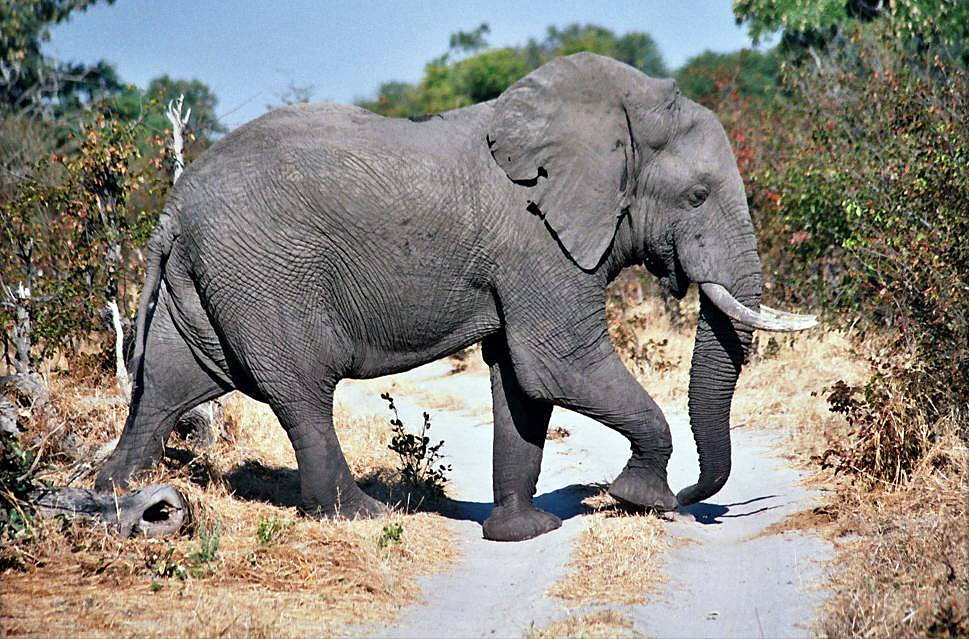
Elefant im Moremi-Wildreservat
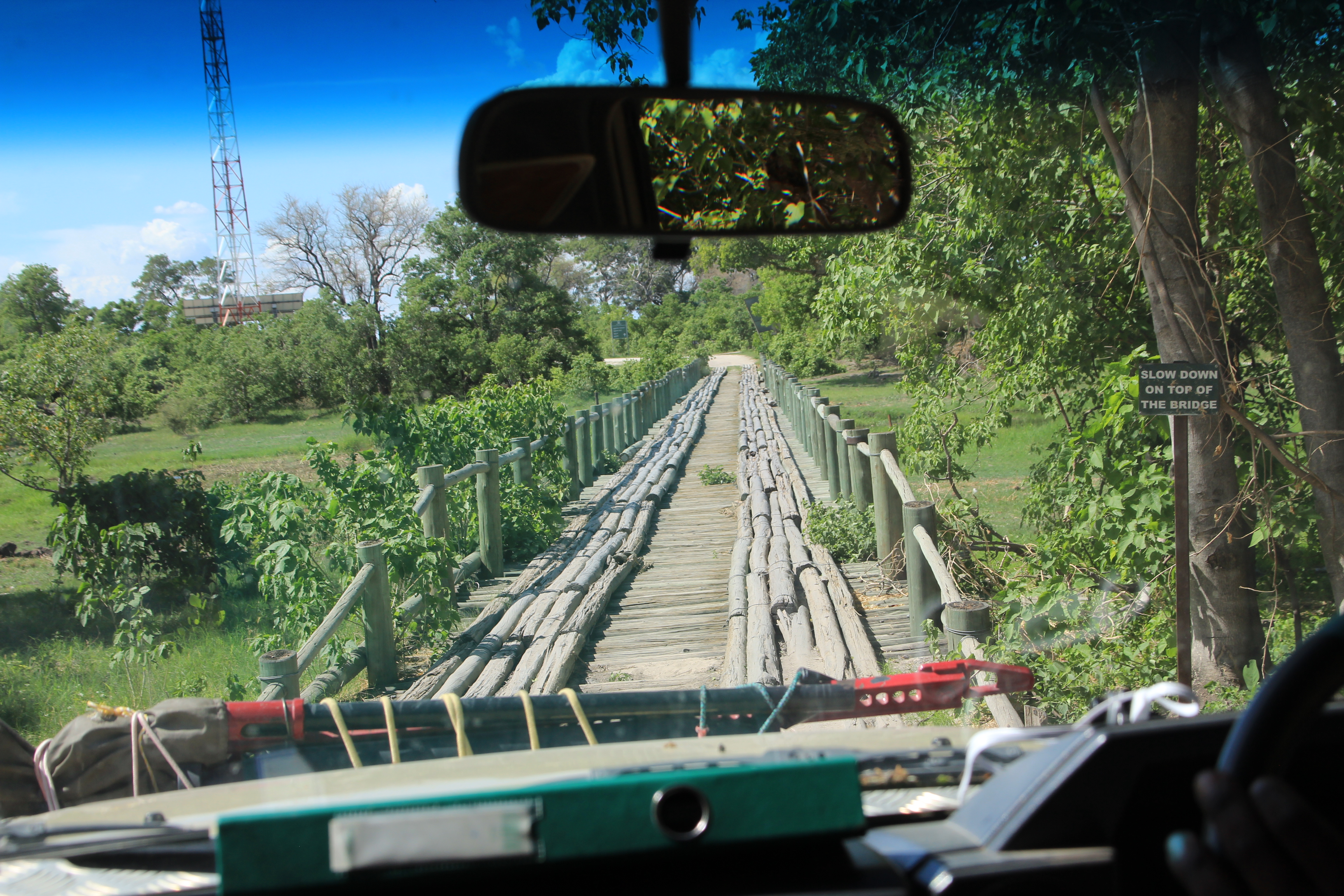
Straßenbrücke
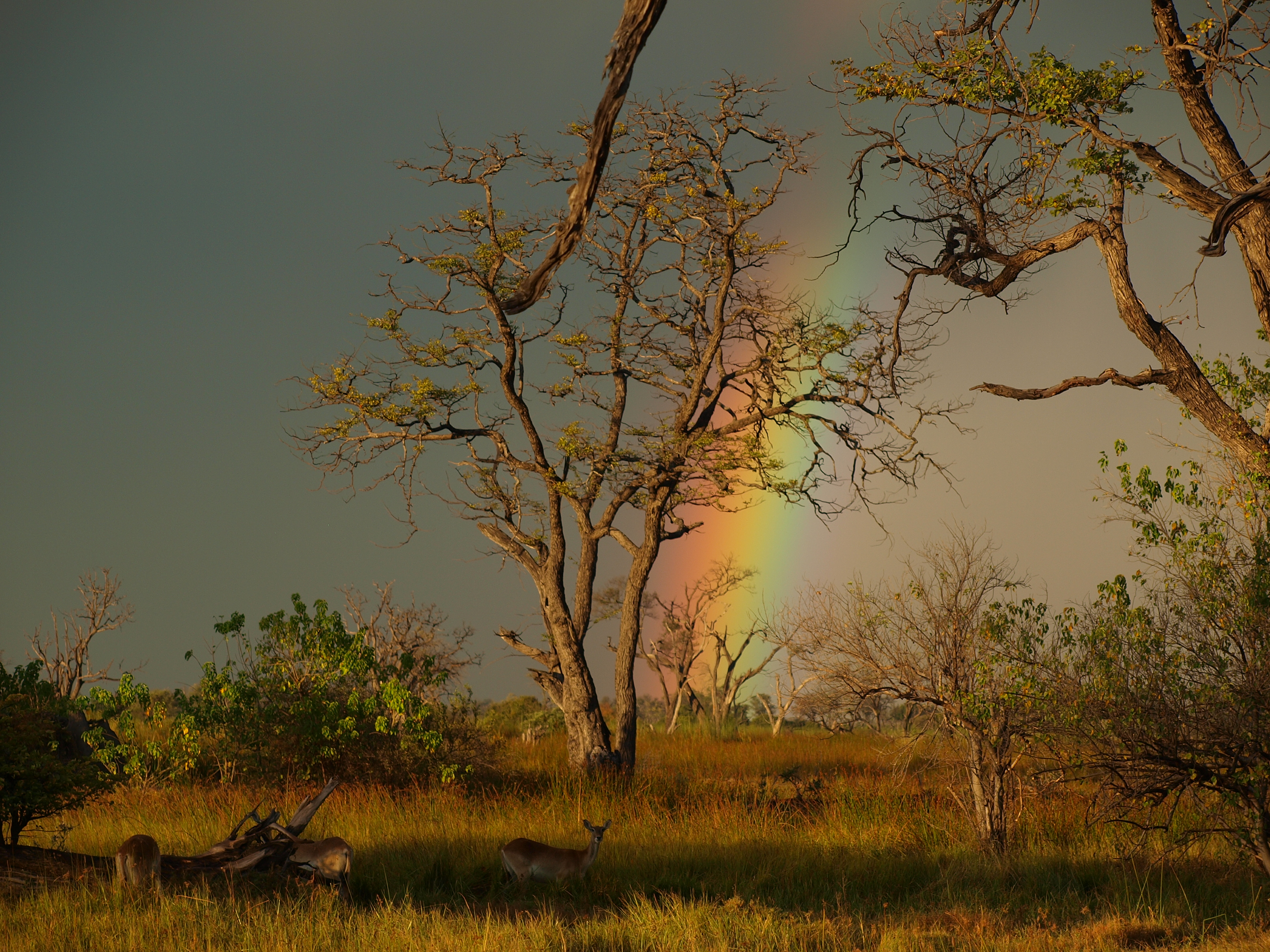
Regenwetter bei der Xakanaxa-Lodge